# بریکسهام
بریکسهام (به انگلیسی: Brixham) یک شهرک ساحلی در انگلستان است که در جنوب غربی انگلستان واقع شده‌است.

## خصوصیات
بریکسهام ۱۶٬۸۲۵ نفر جمعیت دارد.